# Gentiana laxiflora
Gentiana laxiflora là một loài thực vật có hoa trong họ Long đởm. Loài này được T.N.Ho mô tả khoa học đầu tiên năm 1993.